# Francisco Guerrero (Komponist)

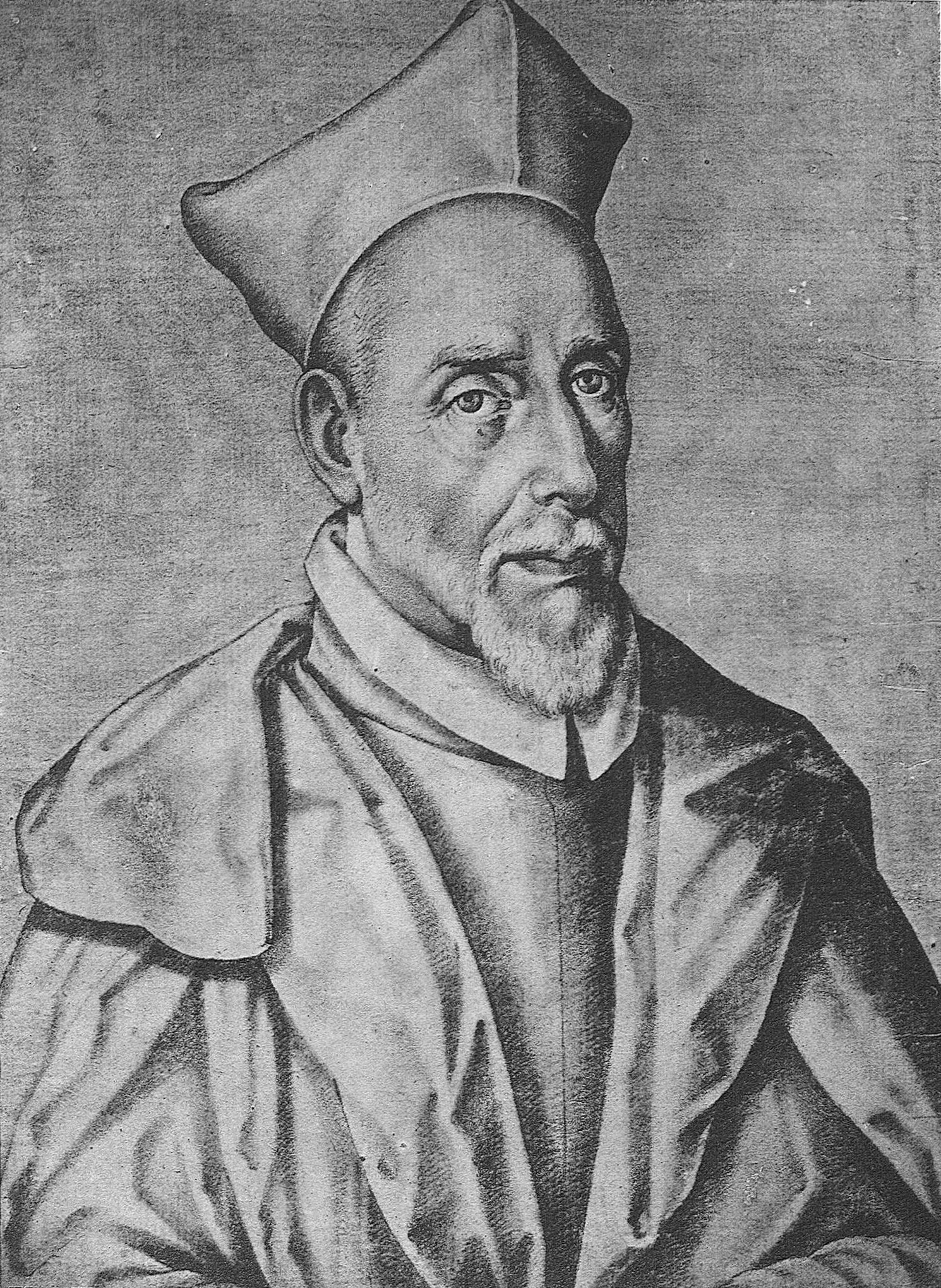
Francisco Guerrero (Porträt von Francisco Pacheco del Río)

Francisco Guerrero (* 1527 oder 1528 in Sevilla; † 8. November 1599 ebenda) war, gemeinsam mit Tomás Luis de Victoria und Cristóbal de Morales, einer der bedeutenden spanischen Komponisten geistlicher Musik der Renaissance.

## Leben
Francisco Guerrero erhielt seine erste musikalische Ausbildung als Chorknabe der Kathedrale von Sevilla von seinem älteren Bruder Pedro (* 1520) und durch Kapellmeister Pedro Fernández de Castilleja. Auch Cristóbal de Morales unterrichtete ihn. Mit 17 Jahren wurde er 1546 zum Kapellmeister der Kathedrale von Jaén ernannt. Bevor er sein 30. Lebensjahr vollendet hatte, genoss er dank seiner Veröffentlichungen einen guten Ruf. 
Er wurde zum Kapellmeister der Kathedrale von Málaga gewählt, folgte dem Ruf jedoch nicht. 1551 wurde er als Assistent von Kapellmeister Fernández de Castileja und als Chorregent an der Kathedrale von Sevilla eingestellt. Erst 1574, nach dem Tode Fernández´, erhielt Guerrero dort die Stelle des Kapellmeisters. Ausgiebige Reisen führten ihn im Dienste des Kaisers Maximilian II. durch Spanien und Portugal. Zu den Hochzeitsfeierlichkeiten des spanischen Königs Philipp II. mit Anna von Österreich begleitete er den Erzbischof von Sevilla nach Italien, wo er in einer Privataudienz Papst Gregor XIII. seine zweite Sammlung Messen überreichte. 
1588 begleitete er abermals den Erzbischof nach Rom. Er erhielt die Erlaubnis, in Venedig den Druck seines zweiten Buches Canciones y villanescas espirituales zu überwachen. Am 14. August 1588 unternahm eine Reise in das Heilige Land, von der er Anfang Januar 1589 zurückkehrte. Die Erlebnisse dieser Reise schilderte er in seinem Reisebericht Viage de Hierusalem von 1590. Von Geldsorgen geplagt, die das Kapitel großzügig übernahm, verlebte er den Rest seiner Tage als Kapellmeister der Kathedrale. Er starb vermutlich im Jahr 1599 an der Pest und wurde in der Kathedrale von Sevilla beigesetzt.
Guerrero verbrachte mehr Zeit in Spanien als Victoria oder Morales, die größtenteils in Italien lebten, und schuf eine größere Anzahl von weltlichen Werken. Wie seine Zeitgenossen bevorzugte er homophone Strukturen mit einer führenden Stimme. Seine Musik besitzt eine große emotionale Spannweite. Besonders in den Kathedralen Südamerikas genossen seine Werke lange Zeit Hochachtung. Die harmonische Tonalität deutet sich in seinen Werken bereits an, weswegen eines seiner Magnificat, das ohne Komponistenangabe in Lima gefunden wurde, lange Zeit für ein Werk des 18. Jahrhunderts gehalten wurde. 
Guerrero schuf 18 Messen und ca. 150 liturgische Stücke, darunter Motetten, Psalmvertonungen, Vespern und außerdem geistliche und weltliche Lieder.